# 柳狂亭重直
柳狂亭 重直（りゅうきょうてい しげなお、生没年不詳）とは、江戸時代の大坂の浮世絵師。

## 来歴
柳斎重春の門人、柳狂亭と号す。文政12年（1829年）に大坂で興行された芝居の役者絵を描いている。

## 作品
- 「木津ノ勘祐・嵐璃寛」　大判錦絵2枚続の内　池田文庫所蔵　※文政12年7月、大坂角の芝居『棹歌木津川八景』より。丸丈斎国広との合作
- 「道てつ・市川白猿」　大判錦絵　池田文庫所蔵　※文政12年8月、大坂中の芝居『伊達競阿国戯場』より。「初秋や　いが栗ほうづ　まだ青し　夜雨庵白猿」の句あり
- 「より兼・市川白猿　絹川谷蔵・市川白猿」　大判錦絵　※同上